# Gamal Yafai
Gamal Yafai (* 4. August 1991 in Birmingham) ist ein englischer Profiboxer jemenitischer Abstammung im Superbantamgewicht.

## Amateurkarriere
Gamal Yafai begann zusammen mit seinem um zwei Jahre älteren Bruder Khalid Saeed Yafai als Jugendlicher mit dem Boxen. Sein jüngerer Bruder Galal Yafai ist ebenfalls Boxer. Er war Mitglied des Birmingham City Police ABC (Amateur Boxing Club) und wurde dort von Frank O’Sullivan trainiert.
2007 gewann er die Goldmedaille bei den EU-Meisterschaften der Kadetten in Porto Torres, eine Bronzemedaille bei den Kadetten-Europameisterschaften in Siófok und die Silbermedaille bei den Kadetten-Weltmeisterschaften in Baku.
Bei den Erwachsenen wurde er 2009 Englischer Meister im Fliegengewicht und gewann international besetzte Turniere in Finnland, Litauen und Ungarn. Bei den Europameisterschaften 2010 in Moskau erreichte er im Bantamgewicht unter anderem gegen Vittorio Parrinello und John Joe Nevin das Halbfinale, wo er knapp mit 2:3 gegen Eduard Absalimow mit einer Bronzemedaille ausschied.
Bei den Europameisterschaften 2013 in Minsk unterlag er im Achtelfinale mit 1:2 gegen Aram Awagjan und scheiterte gegen diesen auch bei den Weltmeisterschaften 2013 in Almaty.

## Profikarriere
Sein Profidebüt gab Yafai am 21. Mai 2014. Im März 2016 gewann er die Commonwealth-Meisterschaft im Superbantamgewicht durch K. o. gegen Bobby Jenkinson und verteidigte den Titel im Juli 2016 einstimmig gegen Josh Wale. Im Mai 2017 wurde er WBC International Champion, als ihm ein vorzeitiger Sieg gegen den ungeschlagenen Sean Davis gelungen war.
Im März 2018 erlitt er seine erste Niederlage als Profi, als er gegen Gavin McDonnell einstimmig nach Punkten unterlag. Im Dezember 2020 gewann er gegen Luca Rigoldi und wurde EBU-Europameister im Superbantamgewicht. Den Titel verlor er in der ersten Verteidigung im Mai 2021 an Jason Cunningham.